# Robert la Bambola

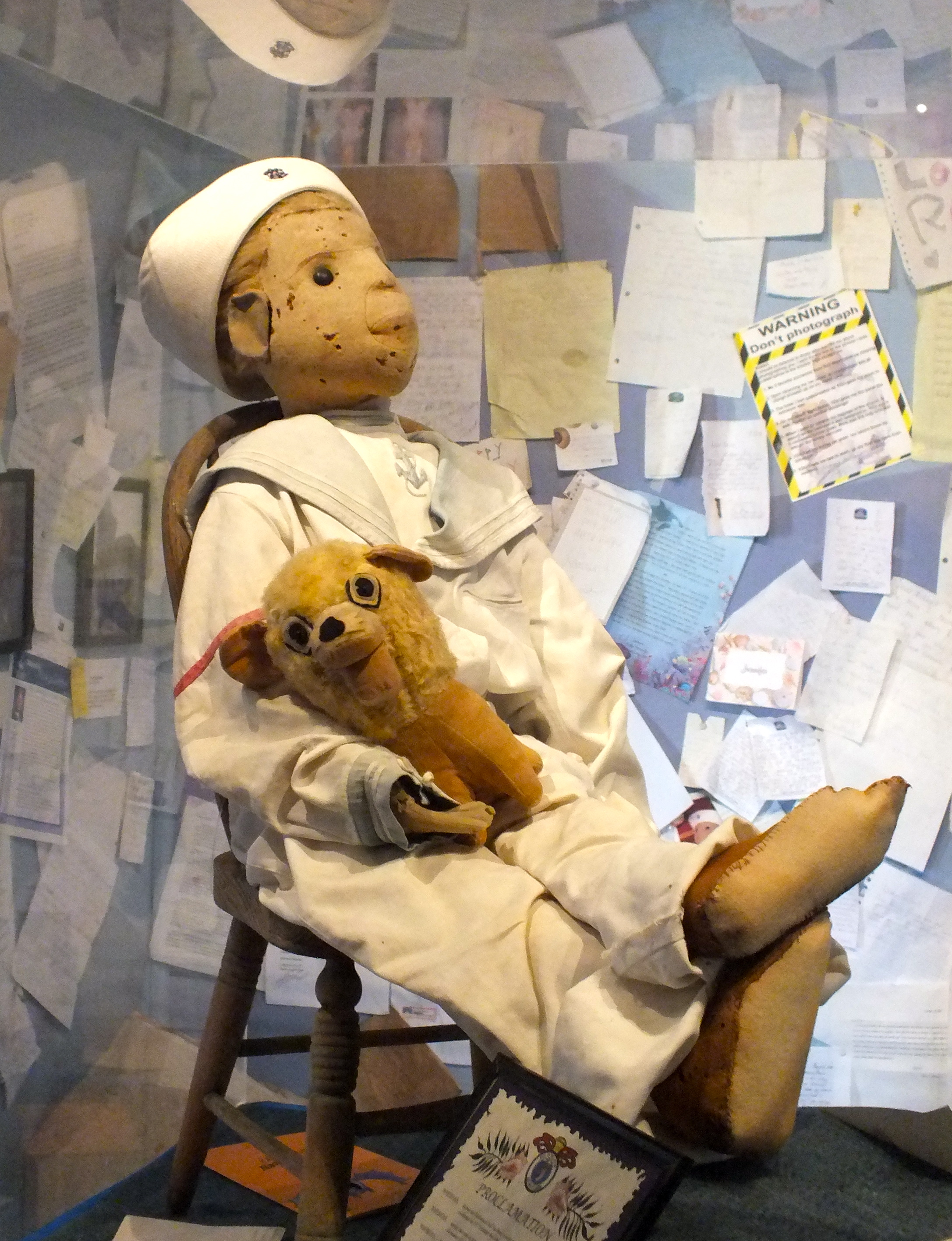
Robert fotografato al East Fort Martello Museum

Robert la Bambola, noto anche come la bambola fantasma o la bambola incantata, è una bambola di pezza a grandezza naturale, somigliante ad un ufficiale della marina americana di inizio XX secolo, appartenuta a Robert Eugene Otto, pittore e autore di Key West.
Secondo la leggenda, la bambola sarebbe posseduta da spiriti maligni.

## Storia
Nel 1905 a Key West, in Florida, Robert Eugene Otto (che all'epoca dei fatti aveva cinque anni) ricevette in regalo per il suo compleanno una bambola da un servo, originario delle Bahamas. Secondo la leggenda, tale servo era un praticante di magia nera e del voodoo e donò la bambola al bambino per lanciare una maledizione a lui e alla sua famiglia; d'altronde la famiglia Otto era nota nella zona per la sua severità nei confronti della servitù, di conseguenza il servo avrebbe maledetto la bambola per vendicarsi di loro. Il primo nome di Eugene era Robert, ma il bambino preferiva usare il suo secondo nome (appunto Eugene), mentre Robert divenne il nome scelto per la bambola. Nel corso del tempo, Eugene si affezionò moltissimo a Robert, tanto da trattarlo come se fosse una sorta di fratello minore. Tuttavia, successivamente cominciarono a manifestarsi strani e inquietanti episodi nell'abitazione della famiglia: pareva, infatti, che diverse stanze della casa venissero trovate in disordine e, quando gli Otto chiedevano spiegazioni a Eugene, questi rispondeva che era stato Robert. Anche i servi notarono cose strane, come voci infantili nella notte e, in particolare, sentivano Eugene conversare con qualcuno quando questi si trovava nelle sue stanze. I vicini e i passanti, inoltre, erano sicuri di aver visto dalle finestre la bambola muoversi per la casa quando gli Otto erano assenti.
Dopo la morte dei genitori e una volta cresciuto, Eugene si sposò con Anne, una ragazza conosciuta durante gli studi a Parigi. Fin da subito, la nuova signora Otto percepì qualcosa di malvagio in Robert, convincendo dunque il marito (il quale aveva addirittura fatto costruire una stanza per la bambola) a rinchiuderlo in soffitta. Quando Eugene morì nel 1974, Anne abbandonò la casa poco tempo dopo, trasferendosi a Boston e lasciando Robert da solo.
La bambola rimase in soffitta fino a quando la casa non venne acquistata da un'altra famiglia. La nuova famiglia aveva una bambina di dieci anni, che trovò la bambola girovagando per la casa e la tenne per sé. Una notte la bambina gridò e affermò ai suoi genitori che la bambola l'aveva aggredita, nel tentativo di assassinarla. Ancora oggi, da adulta, ella continua a sostenere la presunta vitalità di Robert.
Oggigiorno la bambola si trova in un museo locale, chiamato East Fort Martello Museum, dove desta ancora molta curiosità e divenendo la maggiore attrazione della città, dal momento che molti visitatori credono che i poteri paranormali della bambola siano ancora attivi. Secondo le testimonianze di essi, pare che, per scattare delle foto, vada chiesto educatamente il permesso alla bambola, altrimenti le foto apparirebbero sfocate o la bambola potrebbe assumere strane posizioni della testa nelle immagini (come raccontato, invece, da coloro che non l'hanno fatto). Altri ancora, non credendo ai poteri paranormali, hanno raccontato di aver subìto un malfunzionamento della macchina fotografica in quel preciso istante, che però è svanito nel momento stesso in cui hanno lasciato il museo. Secondo vari studi, i capelli della bambola non sono affatto veri come molti credono, svelando che in verità sono un filato di lana sintetica che li fa sembrare tali.